# Herens
La herens o eringer es una raza bovina autóctona de Suiza, utilizada para luchas que sirven como atracción turística. De gran rusticidad, presenta una coloración principalmente negra, aunque es posible encontrar ejemplares pardos.

## Origen
Pertenece a la rama pie rojo de montaña y que se parece mucho a la Evolene. La herens alpina proviene de Val de Herens en Valais (Suiza), donde con sus cortas patas, sube fácilmente hasta los 3.000 metros. Sus ancestros estuvieron presentes en el Valais en el 3000 a. C. como lo demuestra un fragmento de cráneo encontrado en el sitio arqueológico de Sion-Saint-Guérin (Chaix, 1986). 
En 1859 se llamó a la raza designada hasta entonces Evolène, con el nombre de raza herens y se mencionó por primera vez en las listas de los concursos. Anteriormente muy extendida en el Valais, la herens alpina (llamada también « valais », o « Eringer » en alemán) ha visto una gran reducción de sus individuos en la década de 1950, con el éxodo rural, que ha visto a muchos ganaderos dejar las montañas. Hoy día sobrevive en gran parte gracias a los tradicionales combates de reinas de los rebaños, y por sus incondicionales seguidores, que no querrían por nada en el mundo criar otras vacas. 
Menos productivas que las razas simmental montbéliard, tarentaise o abundancia, sobrevive por los torneos populares para elegir a la reina del rebaño. Este torneo tiene lugar en el mes de mayo, antes de la subida a la montaña (Inalpe). Una granja experimental se ha establecido en Vétroz, en el Valais, donde el rebaño está formado por herens, una parte para la producción de leche, con un promedio de 20 litros de leche por día, y otra parte para las luchas de reinas. Muchos criadores alpinos se ponen como obligación mantener una vaca o dos para los combates en su rebaño. Pero entre los productores francés de queso AOC, han desaparecido. De hecho, solo se permiten las vacas Tarentaise, Abundancia o Montbeliard. 
La cabaña suiza cuenta con alrededor de 6.200 cabezas de las cuales 5.400 son vacas y 181 toros en el libro genealógico. Los Alpes italianos y, más concretamente, el Valle de Aosta (vecino de Valais), tiene otras tantas. En cuanto a los Alpes franceses, tiene solo 350 vacas (2005) y 11 toros en la región de Chamonix a los pies del Mont Blanc. Las luchas de reinas también existen en Austria, con una raza de los mismos orígenes: la Tux-Zillertal.

## Morfología
Su capa es de color negro, rojo oscuro o castaño. Su cabeza es ancha y corta, con un moño un poco más claro y un par de cuernos en forma de manillar de bicicleta, negros en la punta. Tiene un cuello potente y una amplia frente, un pecho profundo. Sus miembros son cortos, por lo que es un vaca muy rechoncha.

## Aptitudes

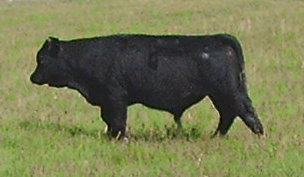
Toro joven Eringer en un pasto alpino

Es una raza con múltiples funciones. La primera es folclórica con la lucha entre las reinas. También es una raza lechera que produce unos 3000 kg de leche rica en proteínas y tiene una canal muy bien conformada. La carne es delicada y sabrosa, en parte gracias a la comida de los pastos de verano. El nivel de 3 000 kg de leche es el máximo, porque los ganaderos quieren mantener la cualidad combativa de sus animales.
Los ganaderos la aprecian por su dulzura: aparte de los combates, son vacas con un temperamento suave que las hace muy atractivas para sus propietarios. Su resistencia la convierte en una perfecta montañesa: es una excelente andadora, que se desplaza fácilmente en terrenos difíciles. Esta raza ha mantenido un marcado temperamento gregario que permite una fácil conducción de los animales a los pastizales más altos, donde los grandes rebaños tienen una sorprendente cohesión. Tiene un instinto maternal muy desarrollado y pocas dificultades en del parto. Este se lleva a cabo principalmente entre octubre y diciembre, y una parte de enero a abril, lo que permite organizar competiciones en dos temporadas, primavera y otoño. El verano en los Alpes, se dedica a la producción de leche y a la cría de terneros.

## Las competiciones de reinas
Los animales de esta raza tiene un temperamento fuerte y guerrero que se refleja en un ritual de dominio exacerbado. Como muestra de este temperamento son los combates que se producen de forma natural entre las vacas en el pasto, en el ascenso a los Alpes (inalpe) o cuando se reúnen dos rebaños. Esta capacidad está en la base de la organización de la lucha entre las vacas que se celebra cada primavera.

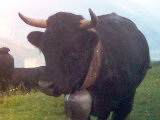
Una vaca herens en reposo.

En Valais, estos eventos reúnen a más de un centenar de animales divididos en distintas categorías según la edad y peso. Estos combates se celebran entre dos vacas, una en frente de la otra, frente contra frente, empujando hasta que una de ellas retrocede. Después de varios combates, una de ellas es declarada "Reina" por el jurado.
Estos torneos se celebran también en el valle de Aosta con animales de raza Castana y, en los últimos años, en Francia (en el valle Chamonix).
Después de la designación de "Reina" en la lucha semi-dirigida, se produce la trashumancia del ganado y se establece una nueva jerarquía en cada rebaño espontáneamente entre los animales durante los primeros días de verano.
La aptitud para el combate es una parte integral de la herencia genética de la raza y, aunque no se ha llevado a cabo ningún estudio de heredabilidad, no hay duda de que su transmisión es hereditaria.

## Curiosidades

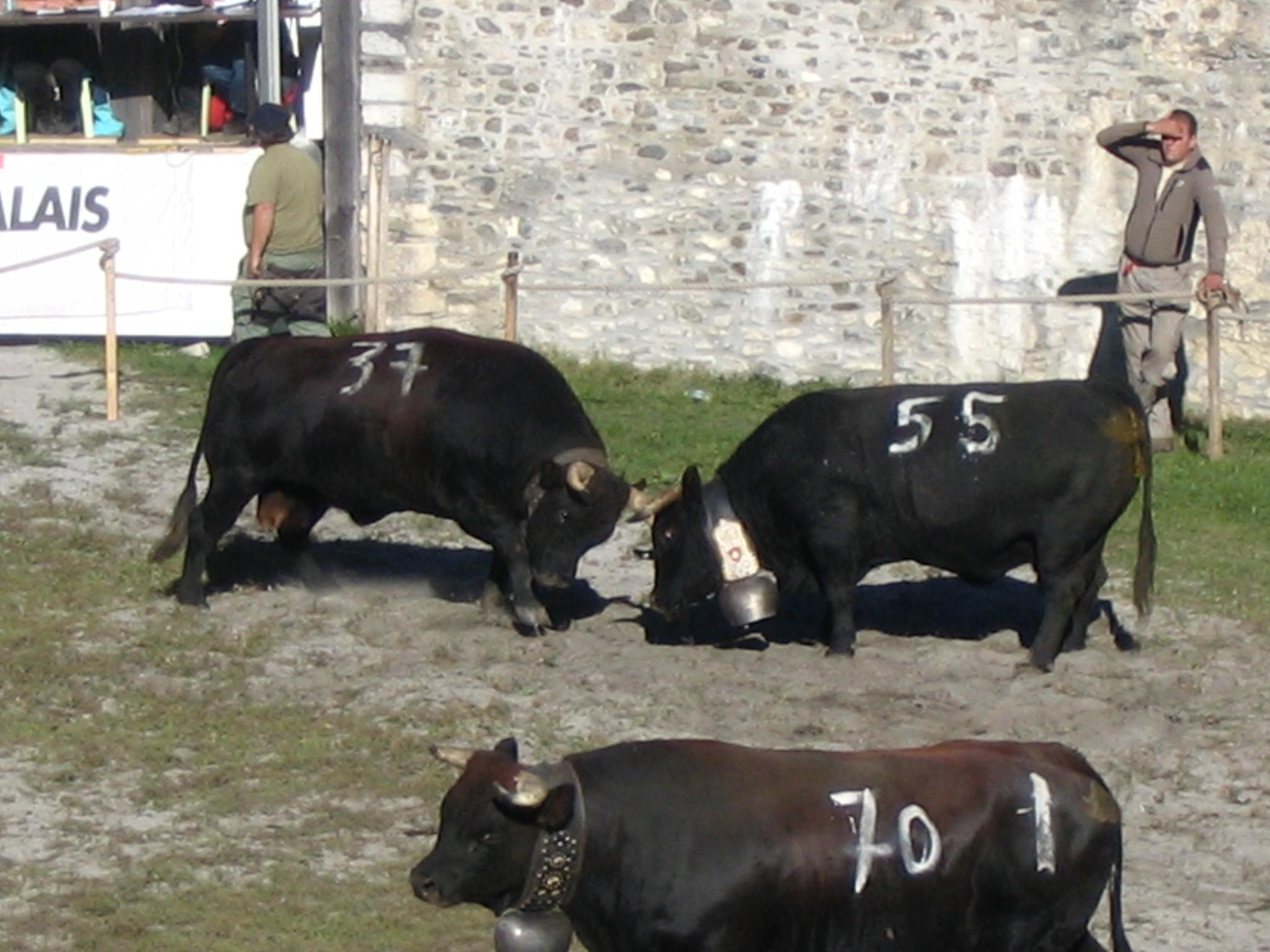
Lucha de vacas.

En esta raza es habitual que los ejemplares posean un característico cencerro de gran tamaño, icono de los típicamente suizo. Las luchas tradicionales son hoy parte de los atractivos para el turismo del cantón donde se encuentran.